# Zhen'an (sockenhuvudort i Kina, Zhejiang Sheng, lat 28,47, long 121,16)
Zhen'an (kinesiska: 镇安, 石坦, 镇安乡) är en sockenhuvudort i Kina. Den ligger i provinsen Zhejiang, i den östra delen av landet, omkring 220 kilometer sydost om provinshuvudstaden Hangzhou. Antalet invånare är 5 698. Befolkningen består av 2 843 kvinnor och 2 855 män. Barn under 15 år utgör 15,0 %, vuxna 15-64 år 60 %, och äldre över 65 år 23,0 %.
Runt Zhen'an är det mycket tätbefolkat, med 1 177 invånare per kvadratkilometer. Närmaste större samhälle är Daxi, 8,6 km öster om Zhen'an. I omgivningarna runt Zhen'an växer i huvudsak blandskog.
Genomsnittlig årsnederbörd är 2 023 millimeter. Den regnigaste månaden är juni, med i genomsnitt 334 mm nederbörd, och den torraste är januari, med 74 mm nederbörd.